# Eglinton Engine Works

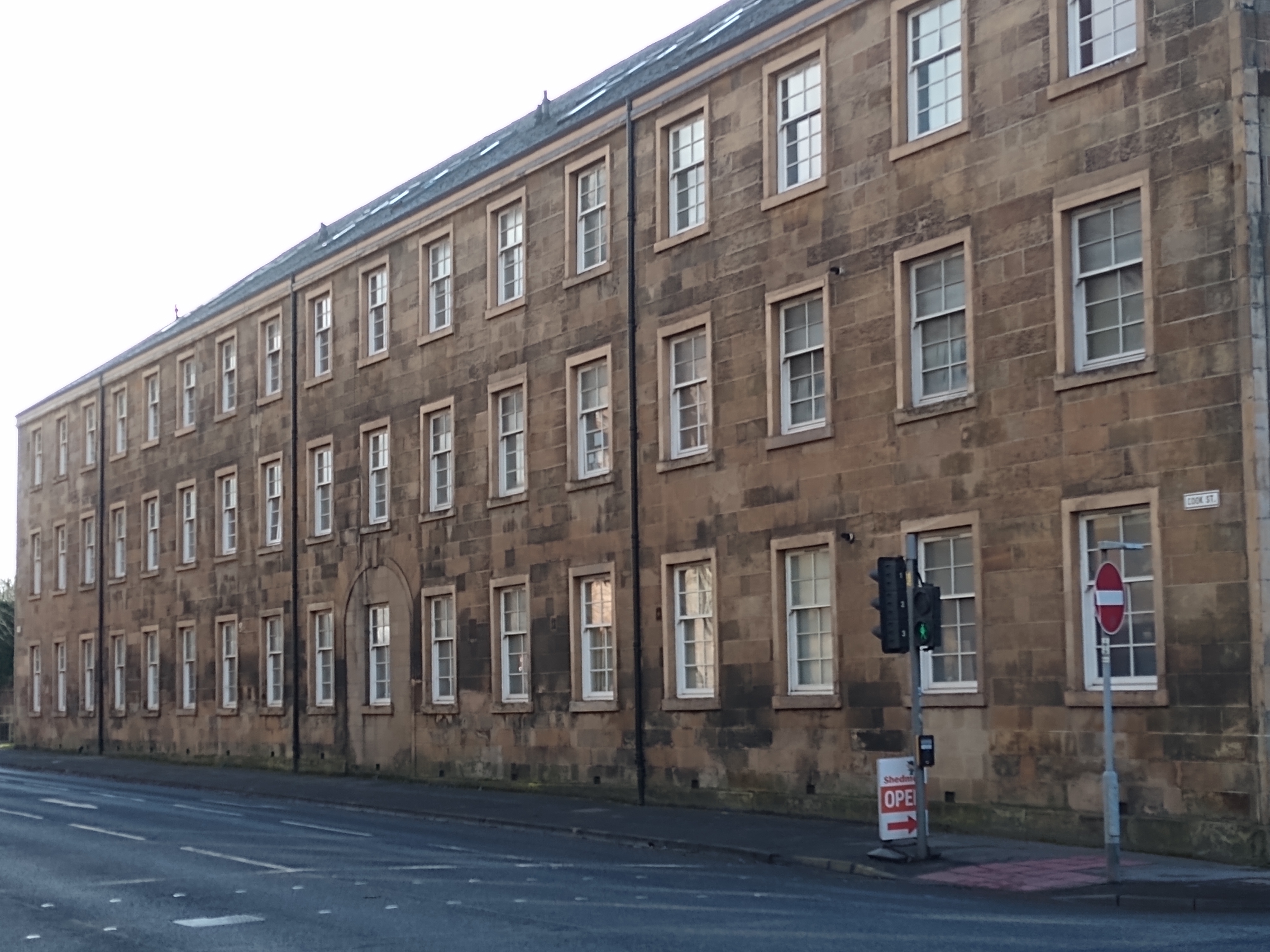
Eglinton Engine Works

Die Eglinton Engine Works sind ein ehemaliges Fabrikgebäude in der schottischen Stadt Glasgow. 1986 wurde das Bauwerk in die schottischen Denkmallisten in der höchsten Denkmalkategorie A aufgenommen.

## Geschichte
Die Fabrikationsgebäude wurden für A & W Smith & Co erbaut. Der auf Maschinen für die Zuckerherstellung spezialisierte Maschinproduzent ließ den Hauptblock im Jahre 1855 erbauen. Im Laufe des Jahrhunderts wurden Anbauten hinzugefügt. Das Unternehmen fusionierte 1967 mit einem Konkurrenten zu Smith Mirrlees. Das englische Unternehmen Fletcher and Stewart erwarb Smith Mirrlees im Jahre 1988. Um diese Zeit endete die Nutzung der Eglinton Engine Works.

## Beschreibung
Die Eglinton Engine Works befinden sich an der Kreuzung von West Street und Cook Street abseits der M74. Entlang der West Street ziehen sich vier Backsteinbauten. Das kleine, einstöckige Maschinenhaus am Nordende stammt aus der ersten Bauphase. Es versorgte einst den gesamten Komplex mit Energie. Das Eingangstor schließt mit einem halbkreisförmigen Kämpferfenster. Das Dach ist schiefergedeckt. Aus derselben Bauphase stammt das angrenzende vierstöckige Gebäude. Seine westexponierte Fassade ist neun Achsen weit. Im Erdgeschoss sind Rundbogenfenster mit Schlusssteinen verbaut. Gelbe Backsteine rahmen sie ein, wodurch ein Farbkontrast zur roten Backsteinfassade entsteht. In den Obergeschossen sind 16-teilige Sprossenfenster verbaut. Rechts schließen sich zwei zweistöckige Gebäude an. Eines ist vier, das südliche drei Achsen weit mit einem weiten zentralen Rundbogentor.
An der Nordseite entlang der Cook Street erstreckt sich ein dreistöckiges, 17 Achsen weites Gebäude. Während die straßenseitige Fassade aus Steinquadern aufgebaut ist, wurde entlang des Innenhofes Backstein verbaut. Es wurden zehnteilige Sprossenfenster eingesetzt. Ein ehemaliges Rundbogenportal wurde mit Mauerwerk verfüllt und ein Fenster an dieser Stelle eingesetzt. Im Innenraum sind gusseiserne Säulen und schmiedeeiserne Träger erhalten.